# ハインリッヒ・カロ

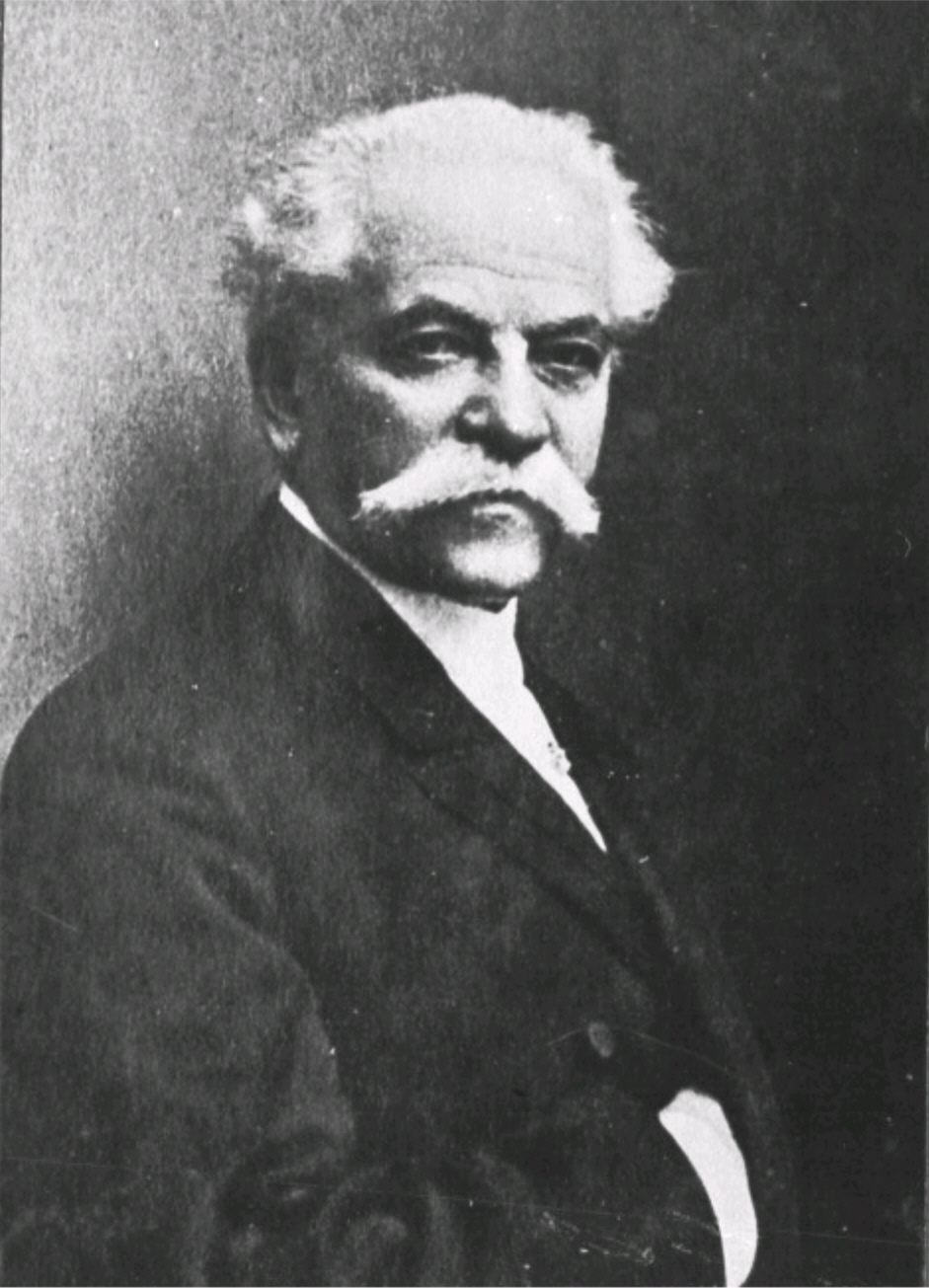
ハインリッヒ・カロ

ハインリッヒ・カロ（Heinrich Caro、1834年2月13日 - 1910年9月11日）は、ドイツの化学者。

## 経歴
ポーランドのポズナン出身。1842年にベルリンに移り、ギムナジウムで染色師としての職業教育を受け、ベルリン大学で化学の講義を受けた。1857年にイギリスに留学して染色技術を学んだ。アウグスト・ヴィルヘルム・フォン・ホフマンのアニリン染色に刺激を受けて有機化学者としての研鑽を積んだ。カール・リーバーマンとともにアリザリンの工業的合成法を完成させた。
1871年にカール・グレーベとともにコールタールの中から初めてアクリジンを単離した。1876年にアニリンからメチレンブルーを抽出した。1898年に過硫酸を初めて報告した。そのため、過硫酸はカロ酸とも呼ばれる。